# Jöran Persson
Ver Göran Persson para el primer ministro sueco anterior. Ver Göran Persson (nacido 1960) para el político sueco de Simrishamn.
Jöran Persson, alternativamente Göran Persson (c. 1530 – septiembre de 1568), fue el favorito del rey Eric XIV de Suecia, así como su principal asesor y responsable de su red de espionaje. Es ampliamente visto como una figura maquiavélica con demasiada influencia sobre el rey. En las dos ocasiones en que el rey perdió el poder, Persson fue arrestado por la nobleza y la segunda vez ejecutado.
Persson nació en Sala, hijo de un sacerdote local, hacia 1530. A  comienzos de la década de 155o estudió en la Universidad de Wittenberg, donde se le consideró un estudiante muy dotado y, según la leyenda, el favorito del eminente teólogo Philipp Melanchthon cuando viajó a Suecia en 1555. Este enviaría una carta de recomendación al rey Gustavo I. A su regreso a Suecia le fue concedida una pensión anual y un puesto al servicio del Rey para un año más tarde convertirse en secretario personal del Rey. Le fue dado asimismo un castillo en Vyborg. En 1558 recibió otro importante encargo del rey, siendo puesto a cargo de los inspectores del Rey en Västergötland durante el establecimiento de un registro de las propiedades que, en detrimento de la Corona, habían permanecido leales a Roma. Tener la confianza del rey  en tan importante asunto muestra que Persson, incluso en esta etapa temprana de su carrera, se había convertido en el hombre clave de círculos prominentes y se había ganado una fama de hombre capaz de conseguir llevar a buen puerto tareas difíciles. Tras la conclusión de su misión en Västergötland, Gustav dejó a Persson convertirse en secretario personal de su hijo mayor, Eric.
Persson se había ganado una reputación de poseer una mente rápida y un ingenio agudo y de ser ambicioso, valiente, y cruel. Es también conocido que Persson estaba familiarizado con la astrología, que creía guiaba las vidas de hombres en cierta manera. A pesar de haber sido criado en la tradición protestante, parece haber sido un agnóstico. 
Siguiendo la accesión de Erik al trono en 1560, Persson fue ennoblecido. Tomó como escudo de armas tres ladrillos y se convirtió en señor de Trögd Hundred. Adoptó el apellido Tegel y se casó en 1561 con una mujer llamada Anna Andersdotter. La pareja tuvo dos niños: el famoso historiador Erik Jöransson Tegel, y su hermano Anders Jöransson Tegel, quién casó con Brita Månsdotter-hand.
Persson jugó un papel importante en el Konungens nämnd (el comité real, tribunal más alto en Suecia), donde servía simultáneamente como fiscal y como representante del Rey. Esto significaba que también tenía control sobre las sentencias. No se sabe en cuantas de las 300 penas de muerte sentenciadas por el tribunal tuvo una parte importante pero se le suele considerar como el ejecutor más prominente del reino. Es punto de debate si recibía órdenes del rey en estos asuntos o si actuaba por iniciativa propia. 
Se volvió muy impopular ante la opinión pública, de la misma manera que su hermano, Christiern Persson (d.1567), también en el tribunal. El público les consideraba bajo la "influencia maligna" de su madre Anna, a quien se le tachaba de bruja y de perturbar la política con hechicería. Persson usaba cualquier medio para proteger el trono y el poder real. El ejemplo más famoso fue en el verano de 1563, cuándo aplastó la rebelión naciente del medio hermano del rey, el duque   Juan de Finlandia. Ordenó que Juan fuera encarcelado en su casa, el Castillo de Turku, junto con sus seguidores a punto de ser ejecutados. En vez de ser ejecutado, el duque fue poco después llevado a Vaxholm para reunirse con Persson, quien en representación el Rey decidió que tendría que ser detenidos en el Castillo de Gripsholm, con una estrecha vigilancia sobre el duque y su mujer. Persson también mandó una detención de la pareja más dura con un exilio más lejando de lo que el Rey había ordenado. 
Poco después del encarcelamiento del duque Juan, la Guerra nórdica de los Siete Años empezó entre Suecia y una coalición formada por Dinamarca-Noruega, Lübeck y la mancomunidad polaco-lituana. La guerra, particularmente sangrienta, fue bien para Suecia en el mar pero fue muy mal en tierra. La guerra se volvió cada vez más impopular cuando las ciudades suecas fueron dañadas y destruidas y las bajas se acumulaban. Cuando la frustración de la aristocracia con el reinado de Eric se hizo evidente, el rey y Persson temieron una nueva rebelión. Eric, que empezaba a mostrar señales de enfermedad mental, decidió pasar a la acción para impedir una rebelión e invitó a aquellos sospechosos de conjuras al Castillo de Svartsjö en mayo de 1567. Aquellos sospechosos de ser una amenaza al rey fueron arrestados a su llegada al castillo y fueron juzgados en Upsala con Persson dirigiendo los procesos. Todo aquellos juicios terminaron, sin sorpresas, con condenas a muerte. El último noble en llegar en Svartsjö fue Nils Svantesson Sture, un descendiente de Cristián II, que justo regresaba justo de una misión diplomática en Lorena. El Rey había considerado a Sture desde hacía tiempo como el más peligroso noble en Suecia y en 1566 ya había ordenado su ejecución pero finalmente decidió humillarle públicamente en su lugar. Sture fue arrestado el 22 de mayo y el día siguiente Eric le asesinó en su célda. Siguiendo el asesinato, Persson convenció a un consejo de la nobleza, desconocedor de la suerte de Sture, de que quienes habían sido arrestados eran traidores y que la pena de muerte era por tanto justificada. El consentimiento de la nobleza significó que el asesinato y las ejecuciones fueron considerados legales.
El asesinato de Nils Sture, aun así, tuvo un efecto enorme sobre la salud de Eric. En las semanas siguientes fue apartado del trono por problemas mentales. Los regentes elegidos liberaron al duque Juan y decidieron el arresto de Persson por ordenar las muertes de los prisioneros en Uppsala. A pesar de la paranoia del rey, se había vuelto evidente que los cargos de traición eran exagerados. 
El rey se recuperó de su enfermedad más tarde ese mismo año y reocupó su trono, haciendo de la liberación de Persson su primer acto. Aun así, no puedo enviar su hermano a prisión y debió reconciliarse con él. Juan utilizó el primer pretexto pudo encontrar, el matrimonio de Eric con la plebeya Karin Månsdotter, para gestar una rebelión contra su hermano. Casi toda la nobleza, deseando venganza por el tratamiento que Eric les había deparado, se unió a Juan. Esta rebelión, oportunamente, coincidió con nuevas señales de locura en el rey.
En septiembre de 1568 Eric fue forzado a abdicar y fue sucedido por su hermano, que tomó el título como Juan III. Persson fue una vez más arrestado y Juan, que nunca había perdonado a Persson su trato durante su encarcelamiento en Gripsholm, ordenó su muerte tras un apresurado juicio en el que se le encontró culpable de un buen número de los delitos durante su supresión de la nobleza. Persson murió despacio: fue sentenciado a la rueda y duramente torturado antes de ser decapitado en algún momento entre el 18 septiembre y el 21 de septiembre de 1568. Su madre fue sentenciada a ser ejecutado con él, pero se echó del caballo en el camino a la ejecución y murió antes.